# 계림문화재연구원
계림문화재연구원은 신라문화권 지역을 중심으로 민족문화유산의 조사․연구, 보존정비 계획수립 등을 위한 학술적, 기술적 지원 및 연구활동지원, 전문인력 양성과 교육을 통한 문화유산 보존관리 함을 목적으로 2009년 12월 31일 설립된 문화체육관광부 소관의 재단법인이다. 사무실은 경상북도 경주시 백률로 41 (동천동)에 있다.

## 주요 사업
- 문화유산의 지표․시굴․발굴․실측조사, 보존처리, 연구서 발간
- 문화유산의 조사․연구 및 보수, 복원, 발굴지․유적지 보존정비 계획수립
- 전문인력 양성 및 교육
- 국내외 관련분야 학술교류
- 문화유산 보존관리를 위한 사회교육 및 연구활동 지원
- 기타 본 법인의 목적을 달성하기 위하여 필요한 사업